# Dichaetomyia quadripunctata
Dichaetomyia quadripunctata este o specie de muște din genul Dichaetomyia, familia Muscidae. A fost descrisă pentru prima dată de Carl Ludwig Doleschall în anul 1858. Conform Catalogue of Life specia Dichaetomyia quadripunctata nu are subspecii cunoscute.